# Ugoszcz (województwo kujawsko-pomorskie)
Ugoszcz – wieś w Polsce położona w województwie kujawsko-pomorskim, w powiecie rypińskim, w gminie Brzuze.

## Podział administracyjny
W latach 1975–1998 miejscowość należała administracyjnie do województwa włocławskiego.

## Demografia
Według Narodowego Spisu Powszechnego (III 2011 r.) liczyła 542 mieszkańców. Jest trzecią co do wielkości miejscowością gminy Brzuze.

## Edukacja
W Ugoszczu znajduje się szkoła podstawowa.

## Zabytki
Według rejestru zabytków NID na listę zabytków wpisany jest zespół pałacowy, nr rej.: A/1502 z 17.09.1985:
- pałac, 1875 r., 1904 r.
- park, 2. połowa XIX w., 1914 r.
- folwark (tylko część obiektów)

Pałac jest położony na wysokim brzegu jeziora, murowany, z portykiem kolumnowym w elewacji frontowej i wieżą. Neorokokowa brama wjazdowa do pałacyku pochodzi z 2. połowy XIX wieku. Wybudowany był dla rodziny Borzewskich – założycieli cukrowni w Ostrowitem.

## Historia
W 1704 r. w dobrach ugoskich przebywał arcybiskup Konstanty Józef Zieliński, ścigany za koronację Stanisława Leszczyńskiego na króla Polski.

## Galeria
Wszystkie fotografie przedstawiają stan obiektów w kwietniu 2006 r.

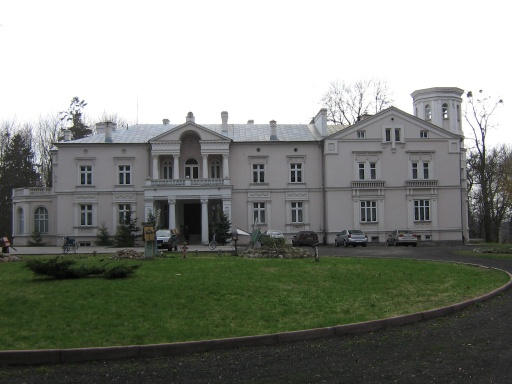
Pałacyk w Ugoszczu (od frontu)
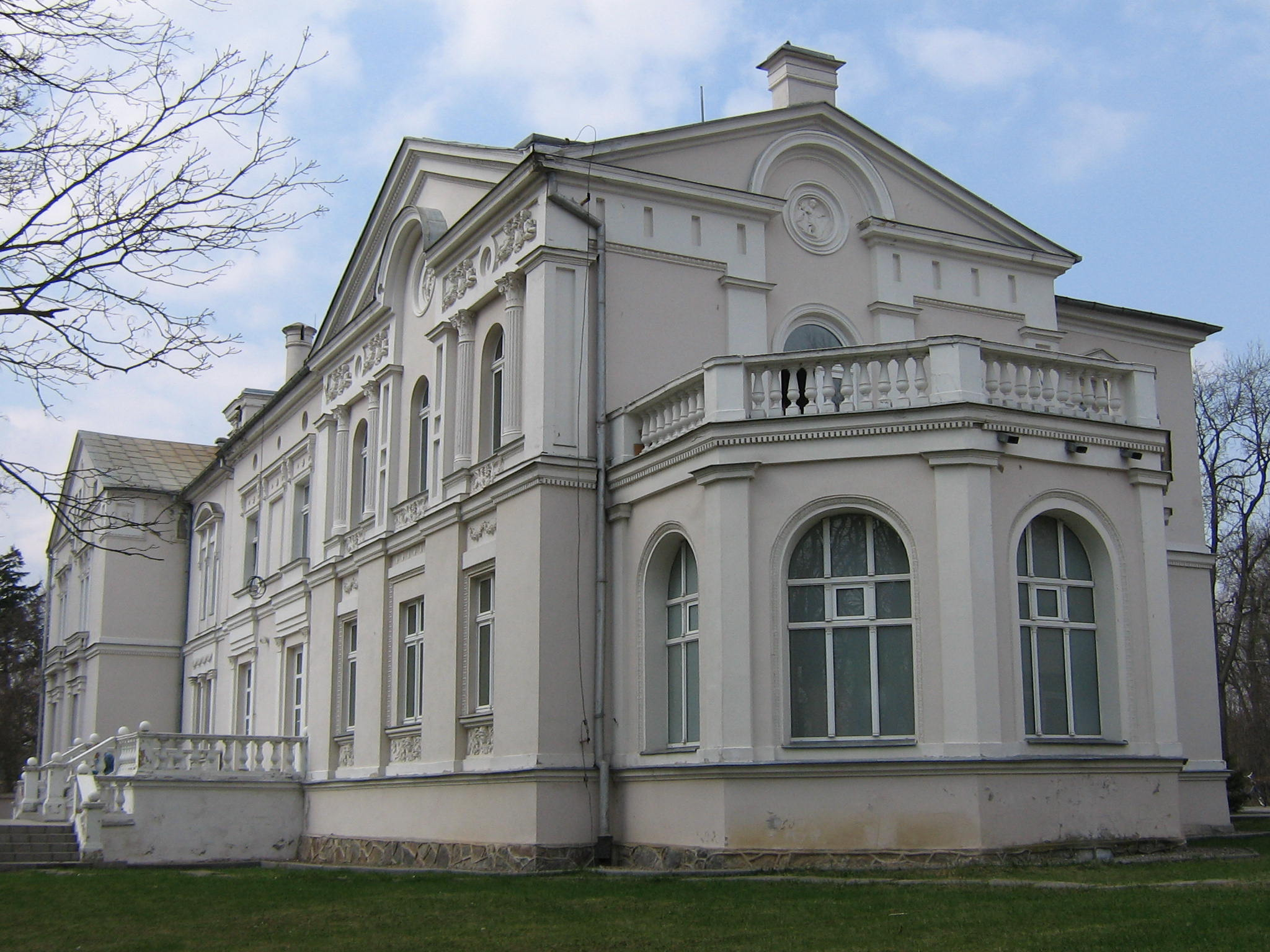
Pałacyk w Ugoszczu (od tyłu)
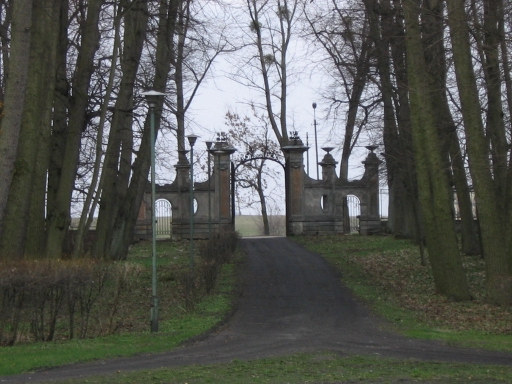
Brama wjazdowa do pałacyku
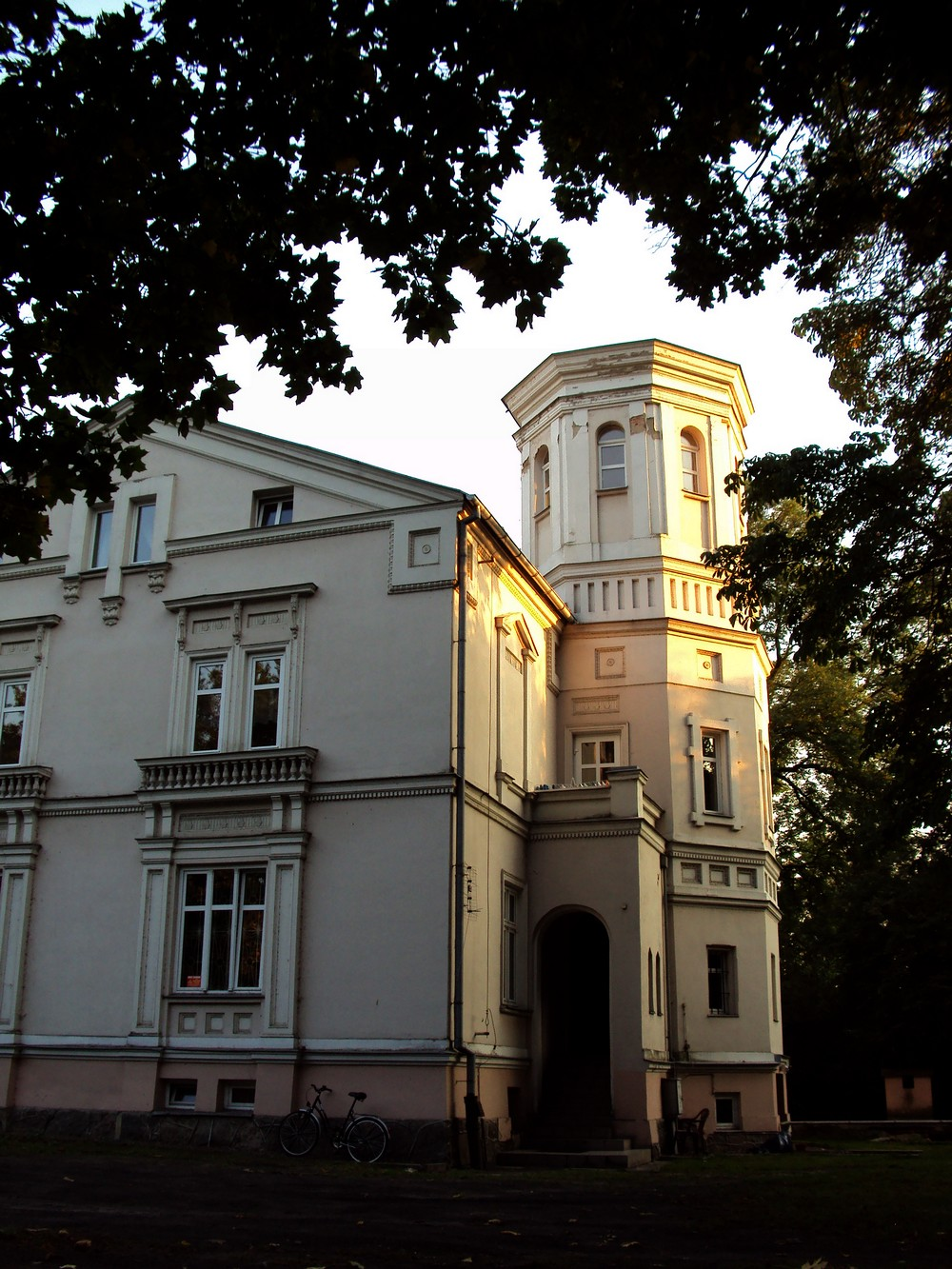
Wieża pałacu w Ugoszczu